# Patrocínio (ort)
Patrocínio är en ort i Brasilien.   Den ligger i kommunen Patrocínio och delstaten Minas Gerais, i den sydöstra delen av landet, 400 km söder om huvudstaden Brasília. Patrocínio ligger 965 meter över havet och antalet invånare är 71 963.
Terrängen runt Patrocínio är platt, och sluttar västerut.
Omgivningarna runt Patrocínio är huvudsakligen savann. Runt Patrocínio är det ganska tätbefolkat, med 75 invånare per kvadratkilometer.